# Angelo De Filippo
Angelo De Filippo (fl. XX secolo) è stato un allenatore di pallacanestro italiano.
Ha allenato il Maurolico Messina nella Serie A femminile 1956-1957.